# Joseph Cotten

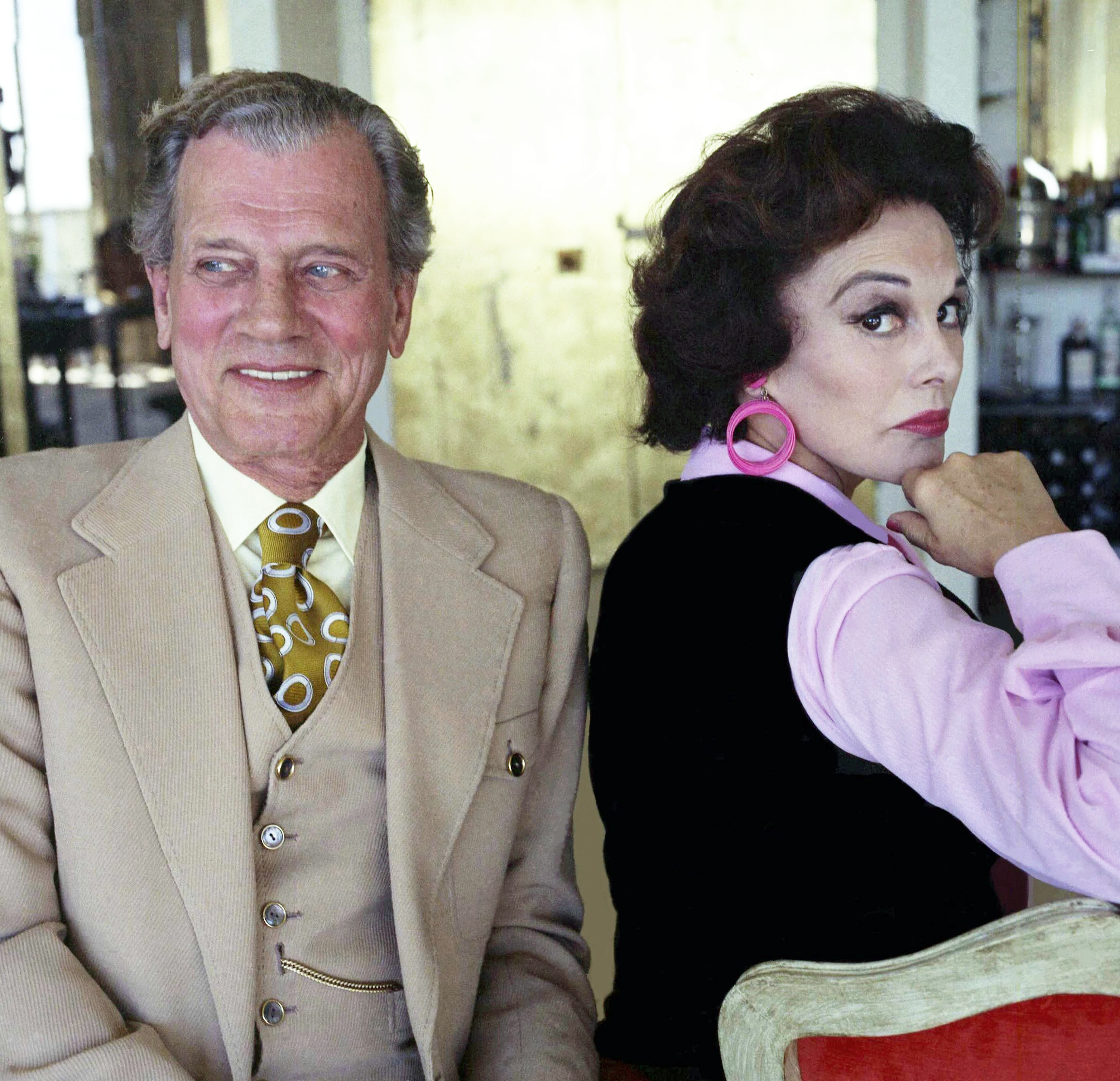
Joseph Cotten mit Ehefrau Patricia Medina, 1973

Joseph Cheshire Cotten (* 15. Mai 1905 in Petersburg, Virginia; † 6. Februar 1994 in Palm Springs, Kalifornien) war ein US-amerikanischer Schauspieler. Den Höhepunkt seiner Karriere erreichte er in den 1940er Jahren mit Hauptrollen in Citizen Kane (1941), Der Glanz des Hauses Amberson (1942), Im Schatten des Zweifels (1943), Duell in der Sonne (1946) sowie Der dritte Mann (1949).

## Karriere
Joseph Cotten wurde in Virginia als einer von drei Söhnen eines Postbeamten geboren. Nach einigen Jahren als Journalist für verschiedene Magazine und Zeitschriften arbeitete er ab Beginn der 1930er als Bühnenschauspieler. Mitte des Jahrzehnts schloss er sich Orson Welles und dessen Theaterprojekt Mercury Theatre an und trat unter anderem in dessen Inszenierung von William Shakespeares Julius Cäsar auf. Den Höhepunkt seiner Bühnenkarriere hatte er als Dexter Haven neben Katharine Hepburn in Philip Barrys Komödie The Philadelphia Story, in der Verfilmung Die Nacht vor der Hochzeit von 1940 wurde aber statt ihm Cary Grant besetzt.
Zusammen mit Welles ging Cotten nach Hollywood, wo er 1941 eine wichtige Rolle in dessen Regiedebüt Citizen Kane übernahm. In der Rolle von Jedidiah Leland, einem treuen und zugleich kritischen Weggefährten des von Welles dargestellten Charles Foster Kane, überzeugte Cotten die Kritik. Anschließend folgten weitere Angebote in Hollywood und insbesondere eine erfolgreiche Karriere als Darsteller in romantischen Melodramen. Noch im selben Jahr war er neben Merle Oberon in Ein Frauenherz vergißt nie zu sehen. Im Jahr darauf war er in der von vielen Rückschlägen überschatteten Produktion von Welles’ zweiter Regiearbeit, Der Glanz des Hauses Amberson, beschäftigt. Neben Dolores del Río wirkte er auch in dem Spionagethriller Von Agenten gejagt mit, den Welles nur mit vielen Kompromissen beenden konnte. Seine vielleicht beste Rolle hatte er jedoch unter der Regie von Alfred Hitchcock in dem Thriller Im Schatten des Zweifels als Mörder, der seine Familie in einer Kleinstadt besucht und dabei fast noch seine Nichte ermordet. Nach eigenen Angaben war Cotten anfangs kein großer Fan der Filmschauspielerei, wie er im hohen Alter in einem Interview äußerte:
„Ehrlich gesagt habe ich mich nicht sehr für Filme interessiert. Ich war groß. Ich hatte lockiges Haar. Ich konnte sprechen. Es war einfache Arbeit.“
“I didn’t care about the movies, really. I was tall. I had curly hair. I could talk. It was easy to do.”

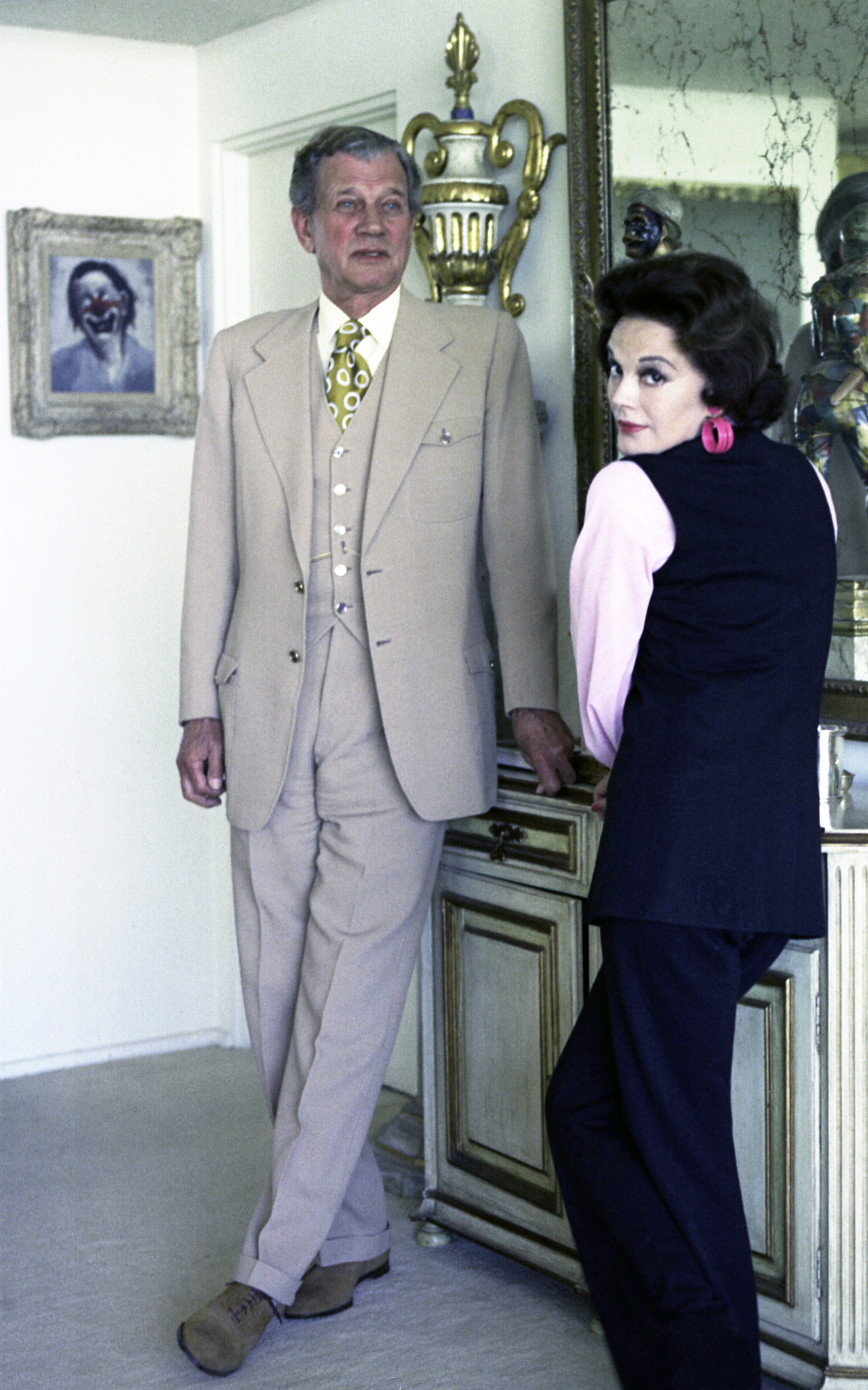
Cotten und Patricia Medina, 1973

Die Hollywood-Karriere von Cotten wurde gefestigt, als er einen Vertrag mit David O. Selznick unterschrieb. Der großgewachsene Schauspieler stieg innerhalb weniger Jahre zu einem der gefragtesten Darsteller in dramatischen Liebesfilmen auf und wirkte neben einigen der größten weiblichen Stars der Dekade mit. 1943 war er neben Deanna Durbin in Hers to Hold zu sehen, um kurz danach als geheimnisvoller Fremder die vom Wahnsinn bedrohte Ingrid Bergman in dem George-Cukor-Film Das Haus der Lady Alquist in letzter Sekunde zu retten. 1944 arbeitete er zum ersten Mal mit Regisseur William Dieterle, der aus Cotten im Lauf der nächsten Jahre einige der besten Darstellungen herausholte. Das Projekt war I'll Be Seeing You, in dem Ginger Rogers als junge Frau mit Geheimnissen um ihr Glück und gegen Vorurteile kämpfen muss. Einige Monate später war Cotten als heimlicher Verehrer von Claudette Colbert in dem sehr erfolgreichen Heimatfrontstreifen Als du Abschied nahmst von John Cromwell zu sehen. Einer der größten kommerziellen Erfolge in Cottens Laufbahn wurde Liebesbriefe, wieder unter der Regie von Dieterle; der Film kam 1945 in den Verleih und präsentierte ihn als Soldaten, der einer jungen Frau, gespielt von Jennifer Jones, unter falschem Namen romantische Briefe schreibt. Eine plötzliche Amnesie bei Jones bewirkt, dass beide noch etliche Verwicklungen zu überstehen haben, bevor sie zueinander finden.
Eine gewisse Abwechslung war die Rolle in dem Western Duell in der Sonne, der 1946 für volle Kassen sorgte und wegen seiner offenen Darstellung von Sex, Gewalt und Rassenhass für Probleme bei der Zensurbehörde sorgte. Eine seiner bekanntesten Rollen hatte Cotten in der Politkomödie Die Farmerstochter, der 1947 Loretta Young einen Oscar für ihre Darstellung einer schwedischstämmigen Hausangestellten bei einem Kongressabgeordneten einbrachte, die am Ende selber einen Sitz im US-Kongress erringt. Gegen Ende der Dekade drehte Cotten noch unter der Regie von Dieterle und erneut neben Jennifer Jones und Ethel Barrymore die auf verschiedenen Zeitebenen spielende Liebesgeschichte Jenny und er spielte die Hauptrolle in Der dritte Mann, bei dem Carol Reed Regie führte. Gegen Ende des Jahres arbeitete Cotten erneut mit Hitchcock und Ingrid Bergman in dem Drama Sklavin des Herzens zusammen, doch der Film war ein finanzieller Reinfall. Kaum erfolgreicher war auch die Zusammenarbeit mit King Vidor in Der Stachel des Bösen, in dem er den gequälten Ehemann von Bette Davis verkörperte, die ihn mit ihren Eskapaden, Abtreibungen und Ehebrüchen in die Verzweiflung treibt. Einen weiteren Erfolg feierte er unter der Anleitung von Dieterle neben Joan Fontaine in Liebesrausch auf Capri, der Ende 1950 in die Kinos kam.
In den 1950er Jahren war der erfolgreichste Teil von Cottens Karriere zwar vorbei, doch in den folgenden Jahrzehnten blieb er ein vielbeschäftigter Charakterdarsteller in Film und Fernsehen. Unter anderem war er 1953 als Ehemann von Marilyn Monroe in dem Thriller Niagara sowie 1964 als hinterhältiger Arzt von Bette Davis in Wiegenlied für eine Leiche zu sehen. Er arbeitete auch weiterhin als Theaterschauspieler und war am Broadway in erfolgreichen Stücken wie Sabrina Fair zu sehen. In seinen späteren Lebensjahren wurde er meist als Nebendarsteller eingesetzt, beispielsweise im Science-Fiction-Thriller … Jahr 2022 … die überleben wollen (1973) oder als Universitätspfarrer in Michael Ciminos Spätwestern Heaven’s Gate (1980). Zudem spielte er Gastrollen in Fernsehserien wie Ihr Auftritt, Al Mundy, Die Leute von der Shiloh Ranch, Detektiv Rockford – Anruf genügt, Die Straßen von San Francisco und Love Boat. Im Sommer 1981 erlitt Cotten einen Herzinfarkt und wenig später einen Schlaganfall, nach dem er das Sprechen völlig neu erlernen musste. Daraufhin zog er sich von der Schauspielerei zurück.

## Privatleben
Joseph Cotten war von 1931 bis zu ihrem Tod im Januar 1960 mit Lenore Kipp verheiratet. Im Oktober 1960 heiratete er die Schauspielerin Patricia Medina, diese Ehe hielt bis zu seinem Tod. 1987 veröffentlichte er seine Autobiografie Vanity Will Get You Somewhere.
Von sich reden machte Cotten auch durch seinen langjährigen Streit mit der Kolumnistin Hedda Hopper, die 1943 behauptete, er habe während der Dreharbeiten zu Hers to Hold eine Affaire mit Deanna Durbin gehabt. Er revanchierte sich dafür, indem er Hopper einen wunderschönen Präsentkorb übersandte, in dem ein totes Stinktier auf einem Seidenkissen drapiert lag.
Nach seinem Schlaganfall erlernte Cotten das Sprechen wieder, musste aber 1990 aufgrund einer Krebserkrankung seinen Kehlkopf entfernen lassen. 1994 starb er im Alter von 88 Jahren an einer Lungenentzündung.

## Auszeichnungen
Trotz seines Mitwirkens in vielen Filmklassikern und Anerkennung als guter Schauspieler seitens Kritikern wurde Joseph Cotten nie für einen Oscar nominiert. Bei den Internationalen Filmfestspielen von Venedig wurde er für seine Rolle in Jenny mit dem Preis als Bester Darsteller gekürt. Zudem besitzt Cotten für seine Filmarbeit einen Stern auf dem Hollywood Walk of Fame.

## Filmografie (Auswahl)
- 1938: Too Much Johnson
- 1941: Citizen Kane (Citizen Kane)
- 1941: Ein Frauenherz vergißt nie (Lydia)
- 1942: Der Glanz des Hauses Amberson (The Magnificent Ambersons)
- 1943: Von Agenten gejagt (Journey into Fear)
- 1943: Im Schatten des Zweifels (Shadow of a Doubt)
- 1943: Hers to Hold
- 1944: Das Haus der Lady Alquist (Gaslight)
- 1944: Ich werde dich wiedersehen (I'll Be Seeing You)
- 1944: Als du Abschied nahmst (Since You Went Away)
- 1945: Liebesbriefe (Love Letters)
- 1946: Duell in der Sonne (Duel in the Sun)
- 1947: Die Farmerstochter (The Farmer's Daughter)
- 1948: Jenny (Portrait of Jennie)
- 1949: Der dritte Mann (The Third Man)
- 1949: Der Stachel des Bösen (Beyond the Forest)
- 1949: Sklavin des Herzens (Under Capricorn)
- 1950: Liebesrausch auf Capri (September Affair)
- 1950: Vorposten in Wildwest (Two Flags West)
- 1950: Glücksspiel des Lebens (Walk Softly, Stranger)
- 1950: Die schwarze Füchsin (Gone to Earth) (Erzähler)
- 1951: Der Mann in Schwarz (The Man with a Cloak)
- 1951: Peking-Expreß (Peking Express)
- 1952: Der Tag der Vergeltung (Untamed Frontier)
- 1952: Die Stahlfalle (The Steel Trap)
- 1953: Niagara (Niagara)
- 1953: A Blueprint for Murder
- 1955: Vom Himmel gefallen (Special Delivery)
- 1956: Blutige Hände (The Killer Is Loose)
- 1958: Von der Erde zum Mond (From the Earth to the Moon)
- 1958: Im Zeichen des Bösen (Touch of Evil)
- 1960: Glut (The Angel Wore Red)
- 1961: El Perdido (The Last Sunset)
- 1964: Wiegenlied für eine Leiche (Hush, Hush, Sweet Charlotte)
- 1965: Goldfalle (The Money Trap)
- 1965: … denn keiner ist ohne Schuld (The Oscar)
- 1965: Entscheidung am Big Horn (The Great Sioux Massacre)
- 1966: Die Trampler (Gli uomini dal passo pesante)
- 1967: Der Diamantenprinz (Jack of Diamonds)
- 1967: Die Grausamen (I crudeli)
- 1968: Gangster sterben zweimal (Gangsters '70)
- 1968: Petulia
- 1968: Rio Hondo (Comanche blanco)
- 1968–1970: Ihr Auftritt, Al Mundy (It Takes a Thief, Fernsehserie, 5 Folgen)
- 1969: Cutter duldet keinen Mord (Cutter's Trail) (Fernsehfilm)
- 1969: U 4000 – Panik unter dem Ozean (Ido Zero Daisakusen)
- 1970: Tora! Tora! Tora! (Tora! Tora! Tora!)
- 1971: Das Schreckenskabinett des Dr. Phibes (The Abominable Dr. Phibes)
- 1971: Lady Frankenstein (La figlia di Frankenstein)
- 1971: Um 9 Uhr geht die Erde unter (City Beneath the Sea) (Fernsehfilm)
- 1972: Baron Blood (Gli orrori del castello di Norimberga)
- 1972: Teuflisches Spiel (Lo scopone scientifico)
- 1973: … Jahr 2022 … die überleben wollen (Soylent Green)
- 1973: Empfindliches Gleichgewicht  (A Delicate Balance)
- 1973: F wie Fälschung (F for Fake)
- 1973: Die Straßen von San Francisco (Fernsehserie, 1 Folge)
- 1974: Detektiv Rockford (The Rockford Files, Fernsehserie, Doppelfolge Wer ist Mark Chalmers?)
- 1975: Flash Solo (Il giustiziere sfida la città)
- 1976: An den Quellen der Mafia (Alle origini della mafia) (Fernseh-Mehrteiler)
- 1977: Das Ultimatum (Twilight’s Last Gleaming)
- 1977: Verschollen im Bermuda-Dreieck (Airport '77)
- 1978: Mord in Perfektion (Indagine su un delitto perfetto)
- 1978: Der Herr der Karawane (Caravans)
- 1979: Das Concorde-Inferno (Concorde Affaire '79)
- 1979: Guayana – Kult der Verdammten (Guyana, el crimen del siglo)
- 1979: Insel der neuen Monster (L’isola degli uomini pesce)
- 1980: Der Leichenwagen (The Hearse)
- 1980: Heaven’s Gate
- 1981: Love Boat (The Love Boat, Fernsehserie, 1 Folge)
- 1981: The Survivor